# Bas Verwijlen
Bas Verwijlen (n. 1 octombrie 1983, Oss, Brabantul de Nord, Țările de Jos) este un scrimer olimpic neerlandez specializat pe spadă, vicecampion mondial la Campionatul Mondial de Scrimă din 2011 și vicecampion european în același an.
A participat la Jocurile Olimpice de vară din 2008, unde a pierdut în sferturile de finală cu italianul Matteo Tagliariol, care a câștigat medalia de aur în cele din urma. La Olimpiada din 2012, a fost eliminat în turul al doilea de germanul Jörg Fiedler.
A început să practice scrima la vârsta de cinci ani la clubul unde tatăl, Roel, său lucra ca antrenor. 